# 러브 인 샌프란시스코
러브 인 샌프란시스코(The Mistress Of Spices)는 영국에서 제작된 폴 마예다 베르제 감독의 2005년 드라마, 멜로/로맨스 영화이다. 아이쉬와라 라이 등이 주연으로 출연하였고 거린더 차다 등이 제작에 참여하였다.

## 출연

### 주연
- 아이쉬와라 라이
- 딜란 맥더모트

### 조연
- 아예샤 다커
- 니틴 가나트라
- 소니 길 듀레이
- 아누팜 커

## 제작진
- 원작자: 치트라 베너지 디바카루니
- 라인프로듀서: 마크 허바드
- 라인프로듀서: 타브레즈 누라니
- 라인프로듀서: 프래베쉬 사니
- 미술: 아만다 맥아더
- 세트: 브리짓 멘지스
- 의상: 스튜어트 미쳄
- 배역: 캐리 힐튼